# 쾨베르 라슬로

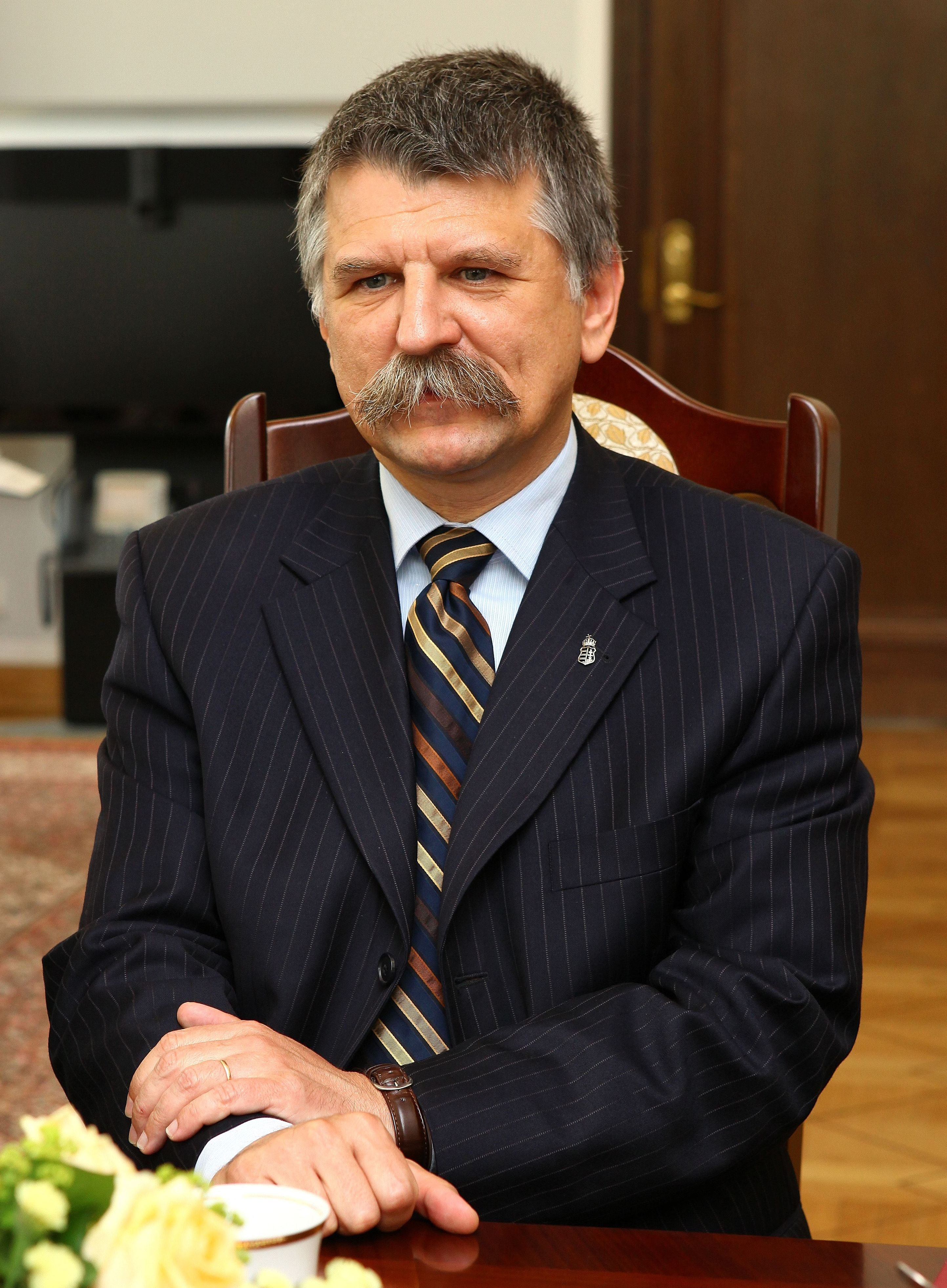

쾨베르 라슬로(헝가리어: Kövér László, 1959년 12월 29일 ~ )는 헝가리의 정치인이다. 2012년 4월 당시 대통령이었던 슈미트 팔이 물러나자, 헝가리 대통령 권한대행직을 수행했다. 현재는 헝가리 의회 수장으로 지내고 있다.